# Yli-Portimojärvi
Yli-Portimojärvi är en sjö i Finland. Den ligger i kommunen Ranua i landskapet Lappland, i den norra delen av landet, 700 km norr om huvudstaden Helsingfors. Yli-Portimojärvi ligger 164,3 meter över havet. Arean är 82,1 hektar och strandlinjen är 4,68 kilometer lång. Sjön  ingår i Simo älvs huvudavrinningsområde. 